# Baltinava
Baltinava ist eine an der Supenka gelegene Ortschaft in der Region Lettgallen im Osten Lettlands an der Grenze zu Russland. Die Entfernung nach Balvi beträgt 36 km, die nach Riga 254 km.

## Geschichte
Die Siedlung entwickelt sich um das ehemalige Herrenhaus Baltinowskaja. 1925 erhielt sie den Status eines dicht besiedelten Ortes. Baltinava hat ein Gymnasium, mehrere Geschäfte, eine Apotheke, ein Heimatmuseum, eine katholische und eine orthodoxe Kirche. Die katholische Kirche und ihre Orgel, die orthodoxe Kirche, der in den 1930er Jahren angelegte Gutspark Baltinava sowie der Pfarrhof sind staatliche Kulturdenkmäler.
Aus der Gemeinde wurde 2009 der Bezirk Baltinava (Baltinavas novad) gebildet, der 2021 im neuen Bezirk Balvi aufging.

## Sehenswürdigkeiten
- Römisch-katholische Kirche zur Verkündigung des Herrn Jesus Christus, erbaut 1909–1931[2]
- Orthodoxe Kirche der Verklärung Christi, 1901 erbaut[3]
- Handwerkszentrum Baltinava in einem Holzhaus aus dem 19. Jahrhundert[4]

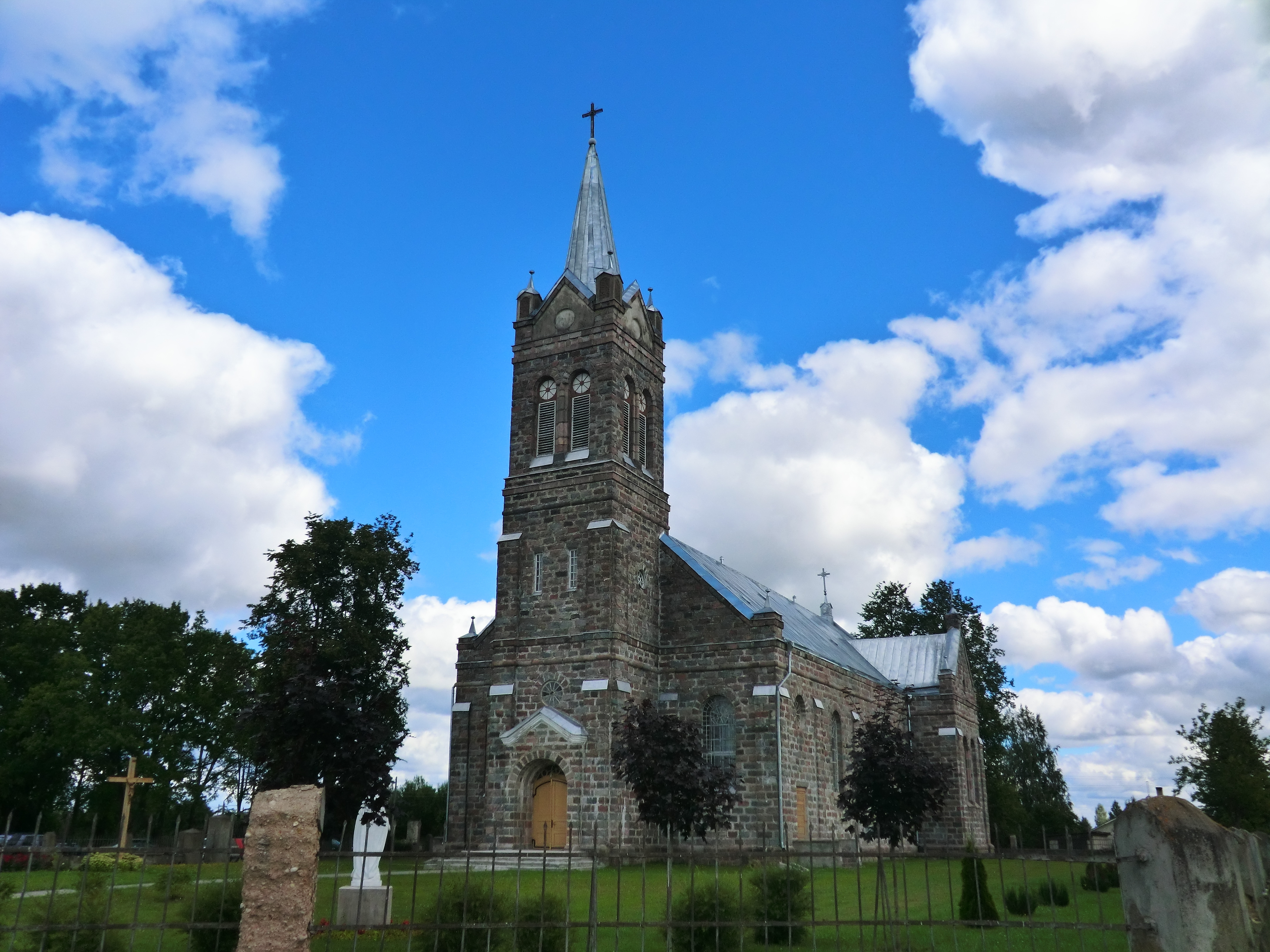
Katholische Kirche
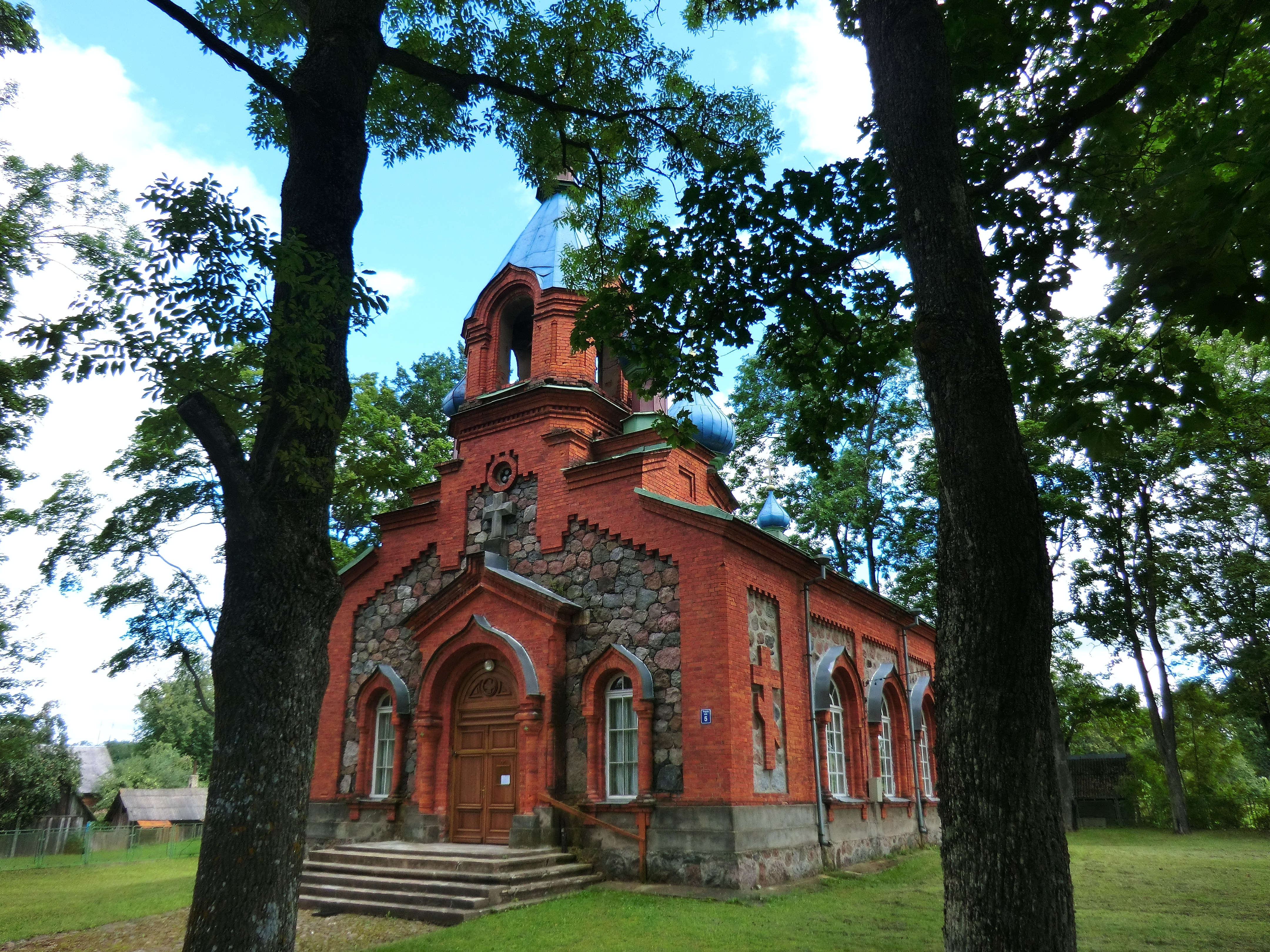
Orthodoxe Kirche
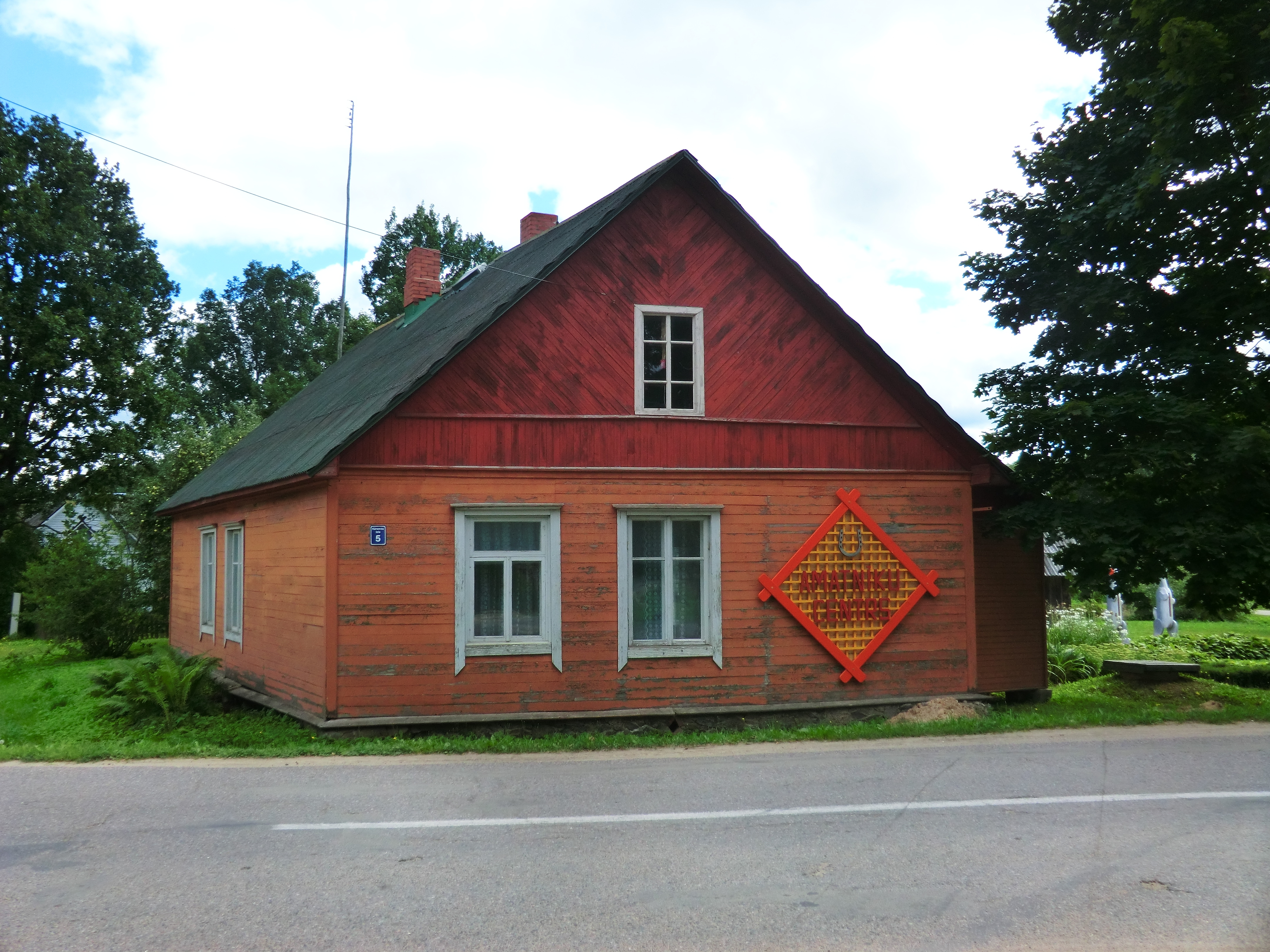
Handwerkszentrum